# Marlene (film 1984)
Marlene è un film biografico-documentaristico del 1984 diretto da Maximilian Schell. 
Il film ricostruisce la vita e la carriera dell'enigmatica diva Marlene Dietrich, con filmati di archivio e la voce narrante della stessa attrice, registrata presso la sua casa parigina. La realizzazione si rivelò piuttosto complessa, a causa della volontà dell'attrice di non essere mai filmata.

## Produzione
Maximilian Schell e Marlene Dietrich lavorarono insieme nella pellicola Vincitori e vinti nel 1961. Alla fine degli anni '70 l'attrice viveva da reclusa nella sua casa di Parigi sulla Avenue Montaigne.
Più volte Schell cercò di persuadere l'attrice a realizzare un documentario sulla sua vita, ma Marlene rifiutò sempre finché nel 1982 accettò solo per denaro a condizione di non essere ripresa (solo come voce narrante).
L'intero documentario è quindi costituito da commenti pronunciati dalla stessa Marlene Dietrich sulle domande poste da Maximilian Schell, sui film muti che le sono stati mostrati e sui suoi talkie. Vengono mostrati anche i servizi del cinegiornale su di lei e le sue esibizioni di canto nel film. Marlene Dietrich si era impegnata contrattualmente a 40 ore di interviste, metà delle quali in tedesco e metà in inglese.

## Distribuzione
Il film uscì in Germania con il titolo Marlene Dietrich - Porträt eines Mythos, distribuito dalla Futura Film; venne presentato alla Bavarian Film Festival il 13 gennaio 1984 e in seguito al Berlin International Film Festival nel febbraio successivo; venne distribuito nei cinema tedeschi il 2 marzo 1984. 
Negli Stati Uniti venne presentato al Chicago International Film Festival nell'ottobre 1984; venne quindi proiettato al New York Film Festival il 21 settembre 1986 e distribuito al cinema in modo limitato dal 7 novembre successivo.

## Premi e riconoscimenti
Il film ebbe una nomination agli Academy Awards come miglior documentario (1986).
Si aggiudicò il premio come miglior produzione ai Bavarian Film Awards; inoltre miglior documentario ai New York Film Critics Circle Awards, al National Society of Film Critics Awards ed al Boston Society of Film Critics Awards.